# Valamir
Valamir (khoảng 420 – 465) là một vị vua Ostrogoth tại vùng đất cổ xưa xứ Pannonia từ năm 447 cho đến khi ông qua đời. Dưới thời trị vì của mình, Valamir đã chiến đấu bên cạnh người Hung chống lại Đế chế La Mã, rồi từ sau cái chết của Attila mới phản lại người Hung nhằm củng cố quyền kiểm soát độc lập một nhóm lớn người Goth.
Valamir là con trai của Vandalarius và là anh em họ với vua Thorismund. Một chư hầu quan trọng và đáng tin cậy của Attila, Valamir còn tham gia vào các cuộc đột kích các tỉnh dọc sông Danube của Attila vào năm 447, và chỉ huy một đạo quân Ostrogoth trong lực lượng của Attila trong trận Chalons. Sau cái chết của Attila năm 453, Valamir dựa vào vũ lực và ngoại giao đã trở thành nhà lãnh đạo của một nhóm lớn người Goth được Hoàng đế Tây La Mã Marcianus bố trí định cư ở Pannonia. Trong cuộc chiến giành độc lập tiếp theo khỏi ách thống trị của người Hung từ năm 456 đến năm 457, chính ông đã cầm quân đánh bại những người con trai của Attila.
Năm 459, người Ostrogoth của Valamir đã không nhận được triều cống hàng năm theo như thông lệ từ triều đình La Mã và cảm thấy rằng Theodoric Strabo lại vinh dự nhận được nhiều hơn so với họ. Valamir và các anh em của mình mới lấy cớ Hoàng đế Đông La Mã Leo I đồng ý trả cho người Goth 300 pound vàng hàng năm mà phát động cuộc tấn công vào Illyricum từ năm 459 đến năm 462. Trong một lần đột kích vào bộ lạc Scirii, Valamir bất chợt bị ngã ngựa và chết trong đám loạn quân.
Sử gia Jordanes trong bộ Getica của mình có thể đã nhầm lẫn tên gọi của ông (Βαλαμερ trong bảng chữ cái Hy Lạp) thành "Balamber" nhằm hư cấu sự tồn tại như một vị vua của người Hung khoảng năm 375.